# Шиловская (Ивановская область)
Шиловская — деревня в Пестяковском районе Ивановской области России, входит в состав Нижнеландеховского сельского поселения.

## География
Деревня расположена на берегу реки Ландех в 2 км на северо-восток от центра поселения села Нижний Ландех и в 19 км на запад от райцентра рабочего посёлка Пестяки.

## История
Деревня Торопово-Шиловское впервые упоминается в 1621 году в жалованной грамоте царя Михаила Федоровича князю Д.М. Пожарскому. 
В конце XIX — начале XX века деревня входила в состав Нижнеландеховской волости Гороховецкого уезда Владимирской губернии, с 1925 года — в составе Пестяковской волости Шуйского уезда Иваново-Вознесенской губернии. В 1859 году в деревне числилось 25 дворов, в 1905 году — 27 дворов.
С 1929 года деревня входила в состав Нижне-Ландеховского сельсовета Ландеховского района, с 1931 года — в составе Пестяковского района, с 2015 года — в составе Нижнеландеховского сельского поселения.

## Население
| 1859 | 1905 | 2010 |
| ---- | ---- | ---- |
| 109  | ↗144 | ↘1   |